# Alex Beddoes
Alex Beddoes (Rotorua, 9 luglio 1995) è un mezzofondista cookese.

## Biografia
Attivo internazionalmente dal 2012, Beddoes detiene i record nazionali nei 400 e 800 metri piani. Ha rappresentato le Isole Cook ai Giochi olimpici di Rio de Janeiro 2016 e sfilando come portabandiera in occasione della cerimonia di chiusura della manifestazione.

## Palmarès
| Anno | Manifestazione                | Sede           | Evento       | Risultato | Prestazione | Note                                     |
| ---- | ----------------------------- | -------------- | ------------ | --------- | ----------- | ---------------------------------------- |
| 2012 | Campionati oceaniani juniores | Cairns         | 800 m piani  | Oro       | 2'02"63     |                                          |
| 2012 | Mondiali juniores             | Barcellona     | 800 m piani  | Batteria  | 1'58"30     |                                          |
| 2013 | Campionati oceaniani          | Papeete        | 800 m piani  | Argento   | 1'54"10     |                                          |
| 2013 | Mini-Giochi del Pacifico      | Mata Utu       | 800 m piani  | 5º        | 1'59"40     |                                          |
| 2014 | Campionati oceaniani          | Avarua         | 800 m piani  | 4º        | 1'54"85     |                                          |
| 2014 | Giochi del Commonwealth       | Glasgow        | 800 m piani  | Batteria  | 1'53"16     | Record nazionale                         |
| 2016 | Giochi olimpici               | Rio de Janeiro | 800 m piani  | Batteria  | 1'52"76     |                                          |
| 2017 | Campionati oceaniani          | Suva           | 800 m piani  | Bronzo    | 2'01"46     |                                          |
| 2017 | Mini-Giochi del Pacifico      | Port Vila      | 800 m piani  | Oro       | 1'54"77     |                                          |
| 2018 | Giochi del Commonwealth       | Gold Coast     | 800 m piani  | Batteria  | 1'51"64     |                                          |
| 2019 | Campionati oceaniani          | Townsville     | 800 m piani  | 4º        | 1'51"64     |                                          |
| 2019 | Giochi del Pacifico           | Apia           | 800 m piani  | Oro       | 1'53"18     |                                          |
| 2019 | Giochi del Pacifico           | Apia           | 1500 m piani | Oro       | 4'03"13     |                                          |
| 2021 | Giochi olimpici               | Tokyo          | 800 m piani  | Batteria  | 1'47"26     |                                          |
| 2022 | Giochi del Commonwealth       | Birmingham     | 800 m piani  | Batteria  | 1'52"72     | Miglior prestazione personale stagionale |
| 2023 | Mondiali                      | Budapest       | 800 m piani  | Batteria  | 1'48"31     |                                          |